# ハーラン・エリスン
- ハーラン・エリソン

ハーラン・エリスン（Harlan Jay Ellison、1934年5月27日 - 2018年6月28日）は、アメリカ合衆国オハイオ州生まれの小説家。SF作家、脚本家。別名にエリス・ハート（Ellis Hart）、スレイ・ハーソン（Sley Harson）、コードウェイナー・バード等がある。
テレビドラマの脚本家としては『バークにまかせろ』『宇宙大作戦』『ルート66』『アウターリミッツ』『アンタッチャブル』『原子力潜水艦シービュー号』『0011ナポレオン・ソロ』『ヒッチコック劇場』他を手がける。
サミュエル・R・ディレイニー、ロジャー・ゼラズニイとともに、アメリカのニュー・ウェーブを代表する作家。本人は「SF作家」と呼ばれることを避け「fantasist」と自称している。

## 経歴
1934年、オハイオ州クリーブランド生まれ。両親はユダヤ系アメリカ人である。
1949年に初の短篇小説“The Gloconda”と“The Sword of Parmagon”をクリーブランド・ニュースに寄稿。
オハイオ州立大学に入学するが、18か月後には素行不良で退学処分になる。エリスンによると、退学になったのは彼の文章力をけなした教授と衝突したためであり、エリスンはそれ以後の40数年間、自分の作品が活字になるたびにその教授へ作品のコピーを送りつけた。
1955年にニューヨークへ移住。1957年から1959年まで陸軍に在籍。
1962年にハリウッドに移住してテレビドラマの脚本も書き始める。
1965年以降は安定して質の高い小説作品を産み出しつづけたが、長編は少なく中短編がメインの「短編型作家」であった。日本では、伊藤典夫・浅倉久志が邦訳のほとんどを担当していた。1987年発表の短編「ソフトモンキー」以後は作品は邦訳がなかった。
2017年、上記1987年の発表作より新しい、以下の2作品が新たに翻訳された。
- 1988年発表の短編「睡眠時の夢の効用」（短編集「ヒトラーの描いた薔薇」に収録）[5]
- 2010年発表の短編「ちょっといいね、小さな人間」（SFマガジン2017年4月号に収録）[6]

2018年、ロサンゼルスの自宅で死去。

## 人物
- 酒や薬物を利用しなくても常にハイ・テンションで（自然に脳内麻薬が出る体質らしい）、会話していると気の利いた話題が次々と沸き、エリスンと会った人間はそのカリスマ的魅力のとりこになるという。世界SF大会では、やはりファンの人気者だったアイザック・アシモフと、「相手をギャフンと言わせる」会話の応酬をよくしたという。アシモフのミステリ『ABAの殺人』の主人公である作家のダライアス・ジャストは、エリスンをモデルにしたキャラクター。
- 失敗に終わったテレビシリーズ「The Starlost」に友人ベン・ボーヴァとともにかかわった。のちボーヴァが書いた長編『The Starcrossed』 (1975)にはエリスンをモデルとした人物が登場する。

## 受賞歴
- 「「悔い改めよ、ハーレクィン！」とチクタクマンはいった」（“Repent, Harlequin!” Said the Ticktockman）で、1966年ヒューゴー賞短編小説部門、ネビュラ賞短編小説部門を受賞。
- 「おれには口がない、それでもおれは叫ぶ」（I Have No Mouth, and I Must Scream）で、1968年ヒューゴー賞短編小説部門を受賞。
- 『宇宙大作戦』で脚本執筆したエピソード「危険な過去への旅」（The City on the Edge of Forever）が、1968年、ヒューゴー賞映像部門を受賞。
- 「世界の中心で愛を叫んだけもの」（The Beast that Shouted Love at the Heart of the World）で、1969年ヒューゴー賞短編小説部門を受賞。
- 「少年と犬」（A Boy and His Dog）で、1969年ネビュラ賞中長編小説部門を受賞。
- アンソロジー『危険なビジョン』で1969年、ヒューゴー賞特別賞を受賞。
- 「The Region Between」で1972年ローカス賞短編部門を受賞。
- 「バシリスク」（Basilisk）で、1973年ローカス賞短編部門を受賞。
- アンソロジー『危険なヴィジョンふたたび』で1973年ローカス賞アンソロジー部門を受賞。
- 「死の鳥」（Deathbird Stories）で、1974年ローカス賞短編部門、ヒューゴー賞中編小説部門を受賞。
- 「ランゲルハンス島沖を漂流中」（Adrift Just Off the Islets of Langerhans: Latitude 38° 54' N, Longitude 77° 00' 13" W）で、1975年 ヒューゴー賞中編小説部門、ローカス賞中編部門を受賞。
- 「鞭打たれた犬たちのうめき」（The Wimper of Wipped Dogs）で1974年エドガー賞短編賞を受賞。
- 「クロウトウン」（Croatoan）で1976年ローカス賞短編部門を受賞。
- 「Count the Clock that Tells the Time」で、1978年ローカス賞短編部門を受賞。
- 「ジェフティは五つ」（Jeffty Is Five）で、1979年ヒューゴー賞短編小説部門、ネビュラ賞短編小説部門、ローカス賞短編部門を受賞。
- 「Djinn, No Chaser」で1984年ローカス賞中編部門を受賞。
- 「ヴァージル・オッダムと東極に立つ」（With Virgil Oddum at the East Pole）で1986年ローカス賞短編部門を受賞。
- 「一時間の守護者」（Paladin of the Lost Hour）で1987年ヒューゴー賞中編小説部門、ローカス賞中編部門を受賞。
- 「ソフト・モンキー」（Soft Monkey）で、1988年エドガー賞短編賞を受賞。
- 『''Angry Candy』で、1989年ローカス賞短編集部門を受賞。
- 「Eidolons」で、1990年ローカス賞短編部門を受賞。
- 「睡眠時の夢の効用」（The Function of Dream Sleep）で1990年ローカス賞中編部門を受賞。
- 「Mefisto in Onyx」で、1994年ローカス賞中長編部門を受賞。
- 『Slippage』で、1998年ローカス賞短編集部門を受賞。
- 2006年、デーモン・ナイト記念グランド・マスター賞を受賞。
- 「ちょっといいね、小さな人間」（How Interesting:A TinyMan）で、2012年ネビュラ賞短編小説部門を受賞。
- 短編集『死の鳥』がSFが読みたい!2016年度、海外部門一位。

## 作品リスト

### 主な作品
生涯1,000を超える作品を執筆した。
- The Gloconda（1949年）
- The Sword of Parmagon（1949年）

### 邦訳刊行リスト

#### 短編集
『世界の中心で愛を叫んだけもの』 The Beast that Shouted Love at the Heart of the World
原書1969年刊行。日本では1973年早川書房から出版。1979年にハヤカワ文庫化。15作を収録、訳者：浅倉久志・伊藤典夫、ISBN 4150103305
- 世界の中心で愛を叫んだけもの(The Beast that shouted Love at The Heart of The World)
- 101号線の決闘(Along The Scenic Route)
- 不死鳥(Phoenix)
- 眠れ、安らかに(Asleep: With Still Hands)
- サンタ・クロース対スパイダー(Santa Claus VS. S.P.I.D.E.R.)
- 鈍いナイフで(Try A Dull Knife)
- ピトル・ポーウェブ課(The Pitill Pawob Division)
- 名前のない土地(The Place with No Name)
- 雪よりも白く(White on White)
- 星ぼしへの脱出(Run for The Stars)
- 聞いていますか?(Are Your listening?)
- 満員御礼(S.R.O.)
- 殺戮すべき多くの世界(Worlds to Kill)
- ガラスの小鬼が砕けるように(Shattered like A Glass Goblin)
- 少年と犬(A Boy and His Dog)

『死の鳥』
日本オリジナル短編集、伊藤典夫訳、2016年、ハヤカワ文庫SF
- 「悔い改めよ、ハーレクィン! 」とチクタクマンはいった
- 竜討つものにまぼろしを
- おれには口がない、それでもおれは叫ぶ
- プリティ・マギー・マネーアイズ
- 世界の縁にたつ都市をさまよう者
- 死の鳥
- 鞭打たれた犬たちのうめき
- 北緯38度54分、西経77度0分13秒 ランゲルハンス島沖を漂流中
- ジェフティは五つ
- ソフト・モンキー

『ヒトラーの描いた薔薇』
日本オリジナル短編集、伊藤典夫、小尾芙佐、深町眞理子訳、2017年、ハヤカワ文庫SF
- ロボット外科医
- 恐怖の夜
- 苦痛神
- 死人の眼から消えた銀貨
- バシリスク
- 血を流す石像
- 冷たい友達
- クロウトウン
- 解消日
- ヒトラーの描いた薔薇
- 大理石の上に
- ヴァージル・オッダムとともに東極に立つ
- 睡眠時の夢の効用

『愛なんてセックスの書き間違い』
日本オリジナル短編集、若島正、渡辺佐智江訳、2019年、国書刊行会（未来の文学）
- 「孤独痛」
- 「ガキの遊びじゃない」
- 「ラジオDJジャッキー」
- 「ジェニーはおまえのものでもおれのものでもない」
- 「クールに行こう」
- 「ジルチの女」
- 「盲鳥よ、盲鳥、近寄ってくるな！」
- 「パンキーとイェール大出の男たち」
- 「教訓を呪い、知識を称える」

#### アンソロジー
『危険なヴィジョン 1』 Dangerous Vision #1 1968
日本では1983年1月早川書房（ハヤカワ文庫）から出版。1967年に編集された「伝説的なアンソロジー・シリーズ」だが、日本では1968年刊行の3分冊のうち第1巻しか翻訳されていなかった（1983年）。2019年に全三巻の「完全版」がハヤカワ文庫で刊行された。

#### 脚本担当のテレビドラマの写真小説化作品
- 『STAR TREK 宇宙大作戦1 危険な過去への旅』 辰巳出版 1980 [7] - 原作（同作はヒューゴー賞映像部門を受賞）

## 映画
『少年と犬』A Boy and His Dog
原作 ヒューゴー賞映像部門を受賞。

## テレビドラマ
『アウターリミッツ』The Outer Limits
脚本
『バビロン5』Babylon 5
脚本